# Mošnje
Mošnje – wieś w Słowenii, w gminie Radovljica. W 2018 roku liczyła 435 mieszkańców.